# 슈마레프리옐샤흐

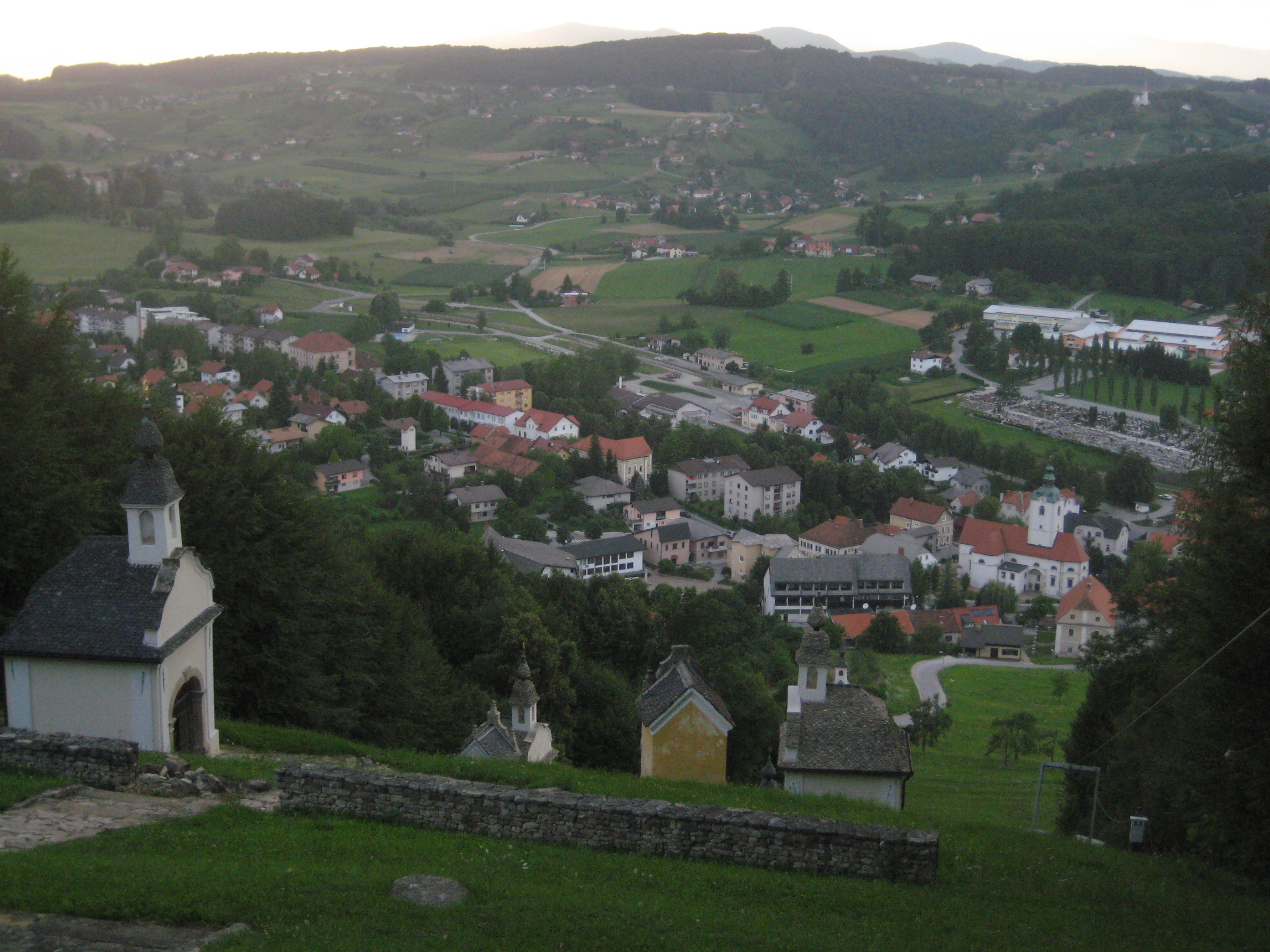
슈마레프리옐샤흐

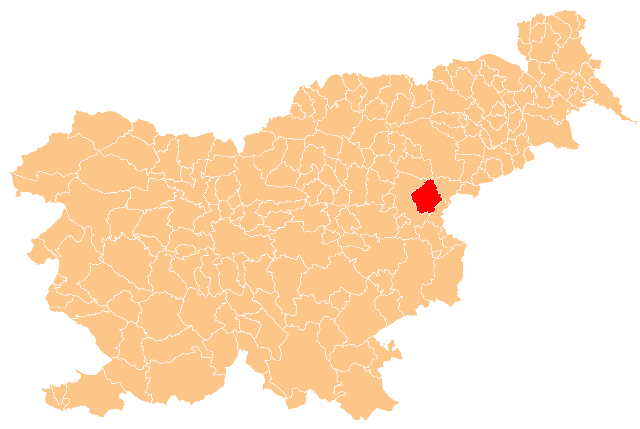
슈마레프리옐샤흐의 위치

슈마레프리옐샤흐(슬로베니아어: Šmarje pri Jelšah, 독일어: St. Marein bei Erlachstein 장크트마라인바이에를락스타인[*])는 슬로베니아의 도시로 면적은 107.7km2, 높이는 234m, 인구는 9,662명(2002년 기준), 인구 밀도는 89.7명/km2이다.